# The Professionals
The Professionals sono un gruppo punk rock formato nel 1979 a Londra da due ex membri dei Sex Pistols, il chitarrista Steve Jones e il batterista Paul Cook.

## Storia
Nel 1979, dopo lo scioglimento dei Sex Pistols e dopo l'abbandono del progetto Sham Pistols, Steve Jones e Paul Cook formarono i The Professionals. Andy Allen, un amico di Jones, entrò nel gruppo come bassista e alla seconda chitarra Ray McVeigh. Il bassista Andy Allen venne poco dopo sostituito da Paul Myers proveniente dai Subway Sect.
Firmarono per la Virgin Records nel 1980. La loro prima registrazione con l'etichetta fu il singolo Just Another Dream, mentre l'album I Didn't See It Coming venne realizzato nel novembre 1981. Nel 1982, terminato il secondo tour negli Stati Uniti il gruppo si sciolse. A contribuire allo scioglimento fu in parte un incidente stradale nel quale vennero coinvolti tutti i membri del gruppo tranne Jones. Egli quindi rimase negli Stati Uniti mentre il resto del gruppo tornò in Inghilterra.
L'album venne pubblicato su CD nel 1999 e la raccolta The Best of the Professionals venne pubblicata nel 2005.
Il loro brano Black Leather venne reinterpretato dal gruppo tutto al femminile The Runaways nel disco And Now... The Runaways del 1978, dai Guns N'Roses nel cover album del 1993 The Spaghetti Incident? e da Joan Jett nell'album del 1999 Fetish.

## Formazione

### Formazione attuale
- Tom Spencer - voce, chitarra (2015–oggi)
- Chris McCormack - chitarra (2017-oggi)
- Paul Myers - basso  (1980–1982, 2015–oggi)
- Paul Cook - batteria (1979–1982, 2015–oggi)

### Ex componenti
- Andy Allen - basso (1979–1980)
- Steve Jones - voce, chitarra (1979–1982)
- Ray McVeigh - chitarra ritmica (1980–1982, 2015–2016)

## Discografia

### Album in studio
- 1981 - I Didn't See It Coming
- 1997 - The Professionals
- 2017 - What In The World

### Raccolte
- 2005 - The Best of the Professionals
- 2015 - The Complete Professionals